# Giallo Napoli
Giallo Napoli (anche conosciuto come giallo di Napoli e giallo egiziano) è un giallo tendente al camoscio, ma più chiaro. Il suo utilizzo risale già all'epoca degli egiziani e degli assiri. Chimicamente si tratta di antimoniato di piombo.
Valore alternativo CMYK del giallo di Napoli:  C:0 - M:6 - Y:36 - K:3
Il giallo Napoli rossastro è una varietà di giallo Napoli, tendente al rosa pesca, all'arancione e all'incarnato.